# Lucanus minimus
Lucanus minimus là một loài bọ cánh cứng trong họ Lucanidae. Loài này được De Termeyer mô tả khoa học năm 1784.